# Estación Parque Industrial Pilar
Parque Industrial Pilar es un proyecto de estación ferroviaria de la Línea Belgrano Norte de la red de ferrocarriles metropolitanos de Buenos Aires, Argentina.

## Ubicación
Estará ubicada en el partido del Pilar, provincia de Buenos Aires.

## Historia
Cerca de 1905 pasaron los primeros trenes, se destacaron por décadas trenes de pasajeros al interior del país que paraban allí y de carga. 20000 litros de leche a diario se trasladaban a la ciudad de Buenos Aires por medio del tren en este apeadero del km 61. También paraban mixtos, con coches para pasajeros y vagones para carga. 8 servicios a diario hubo entre Santa Lucía y Retiro. En 1993 paró el último tren el 10 de marzo.
Tuvo el nombre de Almirante Irizar, a 2014 sólo queda el cartel indicador del Apeadero km 61,025.

## Servicios
No presta servicios de pasajeros, sólo de cargas. Sus vías corresponden al Ramal CC del Ferrocarril General Belgrano. Sus vías e instalaciones están a cargo a la empresa estatal Trenes Argentinos Cargas.

## Rehabilitación de la Estación
En 2014 la Administración de Infraestructuras Ferroviarias del Ministerio del Interior y Transporte anunció las nuevas obras de la estación. La estación, un proyecto que goza de aprobación y respaldo entre los vecinos, se ubicaría en el mismo lugar que el Parque Industrial Pilar, el más grande de Sudamérica, distante a 8 km de la Estación Villa Rosa Esta estación podría favorecer a más de 156.000 empleados para llegar a su lugar de trabajo. Sin embargo, la reconstrucción de la estación se frenó por falta de fondos y se reprogramó su posible inauguración para 2020. En agosto de ese año aún no se habían iniciado las obras y continuaba siendo solo un proyecto. El 24 de agosto el presidente Alberto Fernández, con motivo de la inauguración de la estación Villa Rosa en Pilar, volvió a anunciar su habilitación, pero sin indicar fecha de las obras, las que hasta enero de 2024 no se han iniciado.

## Galería de Imágenes

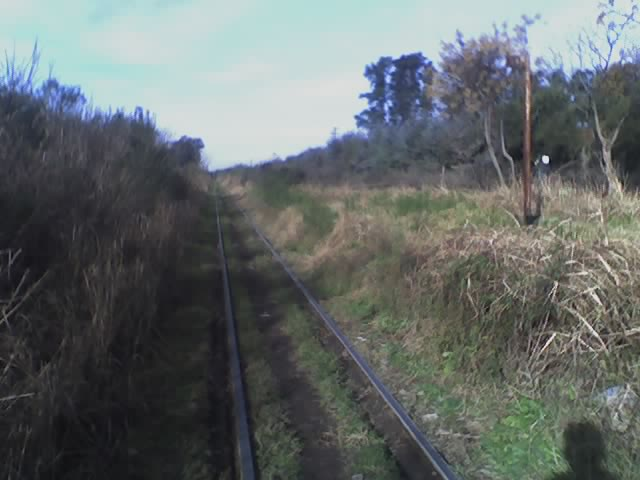
Traza a la altura de la estación.
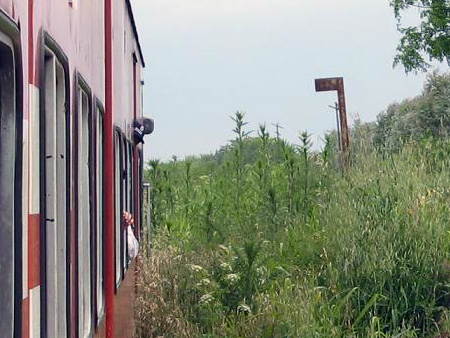
Poste kilométrico.